# Osne-le-Val

Osne-le-Val este o comună în departamentul Haute-Marne din nord-estul Franței. În 2009 avea o populație de 278 de locuitori.

## Evoluția populației
| An        | 1975 | 1982 | 1990 | 1999 | 2006 | 2009 |
| --------- | ---- | ---- | ---- | ---- | ---- | ---- |
| Populație | 560  | 465  | 359  | 303  | 280  | 278  |